# Гра з вогнем
«Гра з вогнем» (англ. Burn) — американський гостросюжетний дебютний фільм 2019 року режисера Майка Гана, знятий за власним сценарієм, з Тільдою Кобем-Герві, С'юкі Вотергаус, Гаррі Шамом-молодшии, Шайло Фернандесом та Джошем Гатчерсоном у головних ролях.
Прем'єра в США відбулась 23 серпня 2019 року за сприяння Momentum Pictures, показ в Україні розпочався 31 жовтня 2019 року дистриб'ютором Каскад Україна.

## У ролях
| Актор              | Роль      |
| ------------------ | --------- |
| Тільда Кобем-Герві | Мелінда   |
| С'юкі Вотергаус    | Шейла     |
| Гаррі Шам-молодший | офіцер Лю |
| Шайло Фернандес    | Перрі     |
| Джош Гатчерсон     | Біллі     |
| Кіт Леонард        | Даріл     |
| Енжел Валле        | Корі      |
| Джон Гікман        | Брюс      |
| Вейн Пайл          | Фред      |
| Вінтер-Лі Голланд  | Доріс     |
| Роб Фігероа        | Філіпп    |
| Дуг Мотел          | Говард    |
| Джеймс Девоті      | Домінік   |
| Джо Джеймс         | Маркус    |

## Виробництво
У лютому 2018 року було оголошено, що Тільда Кобем-Герві, С'юкі Вотергаус та Джош Гатчерсон отримали ролі у фільмі, а Майк Ган став режисером стрічки за власним сценарієм. У березні 2018 року Шайло Фернандес і Гаррі Шам-молодший приєдналися до акторського складу. У травні 2018 року було оголошено, що фільм отримав назву «Burn» (в українському прокаті «Гра з вогнем»).

### Зйомки
Основні зйомки розпочалися в березні 2018 року.

## Випуск
Фільм був випущений 23 серпня 2019 року у США за сприяння Momentum Pictures. В Україні показ розпочався 31 жовтня 2019 року, дистриб'юцією займалася компанія Каскад Україна.

## Сприйняття
На Rotten Tomatoes фільм має рейтинг 58 % на основі відгуків 12 критиків.